# 太阳之路航空4412号班机空难
太陽之路航空4412号班机空难发生于2010年11月28日，一架格鲁吉亚太陽之路航空（Sun Way）伊尔-76货机从巴基斯坦卡拉奇真纳国际机场起飞后，因右舷发动机起火试图返回该机场，但未等降落就已坠毁。这起事故导致机上全部8名人员和地面4名人员死亡。

## 航机
本次事故中坠毁的航机为伊尔-76TD型货机，注册编号4L-GNI，完整航班号为MGC-4412，由格鲁吉亚的太陽之路航空运营。据报道，该货机在事发前两星期曾做过全面技术检查，机组人员在起飞前休息了18个小时。

## 事故过程
4412号班机于2010年11月28日凌晨1:48（UTC+5）从卡拉奇起飞，原定飞往苏丹喀土穆国际机场。机上载有帐篷等救灾物资。在1:50左右，地面上有目击者发现货机右侧发动机起火，机组试图掉头返航，但货机撞击在附近的巴基斯坦海军所属的正在装修的建筑上，致其起火。机上8人全部罹难，地面上另有4人死亡。据附近居民描述，飞机没有太多碎片散落，撞击时仍有向前的速度，据此推测失事可能是由失速导致。而太陽之路航空表示，飞机和机组人员状况俱佳，飞机失事可能是因为在起飞时撞鸟。
飞机起火后爆炸发出巨大的声响，让附近的人们以为是炸弹爆炸。地面上死亡的4人被确认为在海军建筑物工作的装修工人。本次事故发生三星期前，另一架从卡拉奇起飞的飞机在附近失事，机上21人全部死亡。

## 调查
事故发生后，巴基斯坦民用航空总局展开了调查，并作出了和太陽之路航空相似的猜测：此次事故可能是由鸟击造成。
调查小组最后得出的结论是：4412号班机四号发动机的低压压缩机二级圆盘由于疲劳断裂发生了故障，并导致空中起火，破坏了右机翼的连接部分，使机翼弯曲到无法让货机继续飞行的程度，进而撞地。疲劳断裂的原因，则是发动机已超过生产商认定的使用年限，然而该航班在已超过服役年限的发动机没有事先经过生产商的评估和改善的情况下就强行起飞。